# Pietro Domenico Paradies
Pietro Domenico Paradies, także Paradis (ur. 1707 w Neapolu, zm. 25 sierpnia 1791 w Wenecji) – włoski kompozytor.

## Życiorys
Prawdopodobnie jego nauczycielem był Nicola Porpora. W 1746 roku wyjechał do Londynu, gdzie uczył gry na klawesynie i komponował muzykę do oper pastiszowych wystawianych w King’s Theatre. Do grona jego uczniów należeli m.in. kompozytor Thomas Linley (starszy) oraz śpiewaczka Gertrud Elisabeth Mara. W 1754 roku wydrukował w Londynie cieszący się dużą popularnością zbiór 12 sonate di gravicembalo, wielokrotnie przedrukowywany później w Anglii i Francji. Około 1770 roku przekazał większość swoich rękopisów Robertowi Fitzwilliamowi, obecnie znajdują się one w zbiorach Fitzwilliam Museum w Cambridge. Pod koniec życia wrócił do Włoch.
Skomponował m.in. opery Alessandro in Persia (wyst. Lukka 1738), Fetonte (wyst. Londyn 1747) i La forza d’amore (wyst. Londyn 1751), 2 serenaty (Le muse in gara i Il decreto del fato, wyst. Wenecja 1740), uwertury orkiestrowe, 2 koncerty na klawesyn lub organy, a także kantaty. Sonaty Paradiesa reprezentują styl galant, cenione były przez W.A. Mozarta, Muzio Clementiego i J.B. Cramera. Jak twórca operowy nie odniósł większego sukcesu.